# Gumul
Gumul is een bestuurslaag in het regentschap Klaten van de provincie Midden-Java, Indonesië. Gumul telt 2877 inwoners (volkstelling 2010).